# Valdécoxib
Le valdécoxib est un dérivé sulfonamide et un anti-inflammatoire non stéroïdien (AINS) ayant des activités anti-inflammatoires, analgésiques et antipyrétiques.
Ce médicament était utilisé dans la prise en charge de l'arthrose, des dysménorrhées primaires ainsi que des polyarthrites rhumatoïdes jusqu'à son retrait du marché par fabricant Pfizer en 2005.
Un intermédiaire soluble dans l'eau et injectable de valdécoxib, le parécoxib est commercialisé dans l'Union européenne sous le nom commercial Dynastat.

## Synthèse
La désoxybenzoïne est convertie en l'oxime correspondante par traitement avec NH2OH dans des conditions basiques soit avec de l'acétate de sodium dans de l'éthanol aqueux, soit dans du toluène en présence d'hydroxyde de potassium dans l'éthanol absolu. La déprotonation de l'oxime sous azote avec 2 équivalences de butyllithium dans le THF suivie d'une cyclisation dans l'acétate d'éthyle ou l'anhydride acétique donne l'isoxazoline. Enfin, un traitement avec de l'acide chlorosulfurique froid suivi d'une réaction du chlorure de sulfonyle intermédiaire avec de l'ammoniac aqueux donne le valdécoxib.